# Vulcanocalliax
Vulcanocalliax is een geslacht van kreeftachtigen uit de klasse van de Malacostraca (hogere kreeftachtigen).

## Soort
- Vulcanocalliax arutyunovi Dworschak & Cunha, 2007